# Йосе (театр)
Йосе (яп. 寄席) - традиційний японський театр комедії.

## Історія

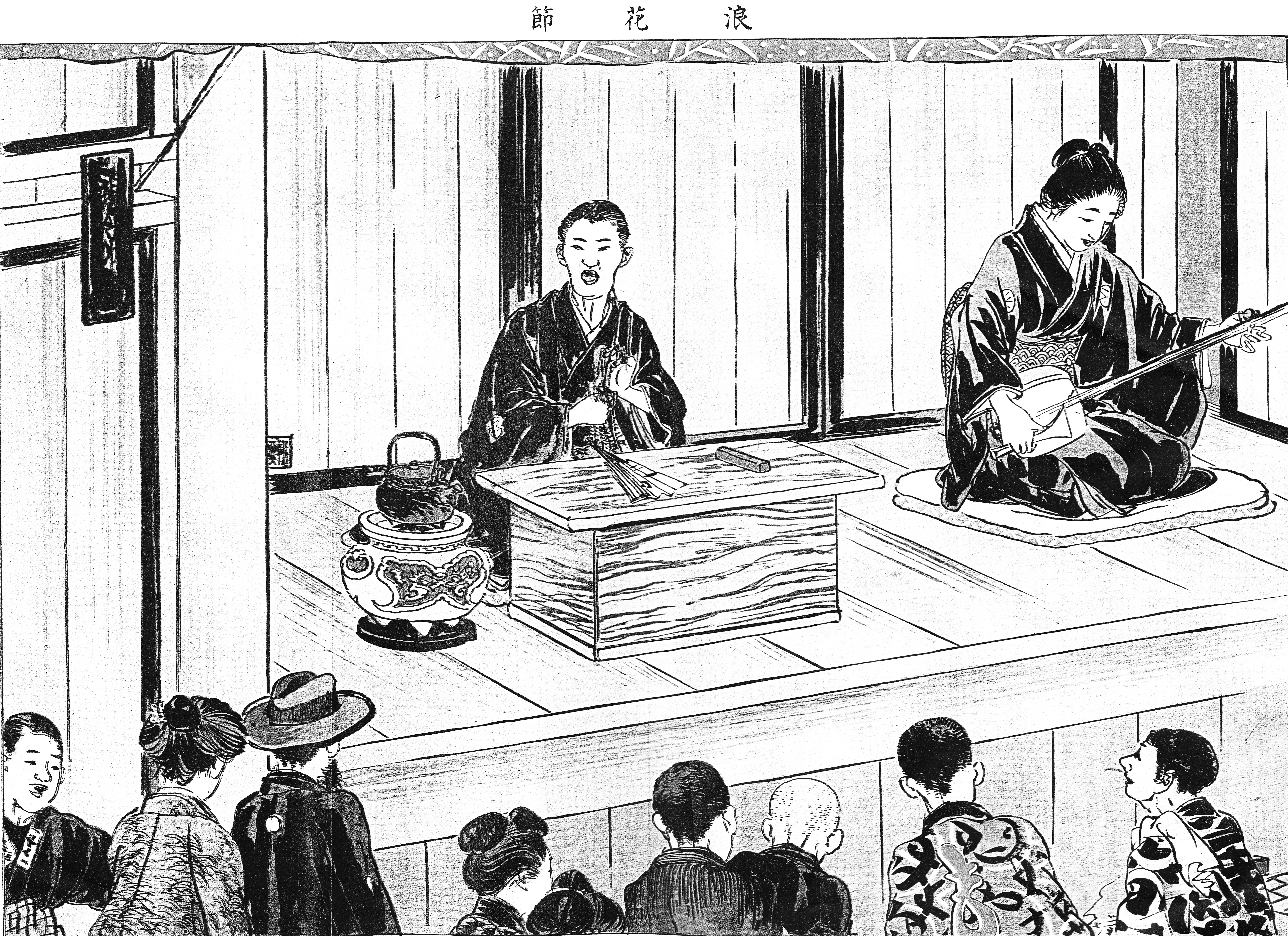
Гравюра, що зображує виставу йосе

Театр йосе виник в XVII столітті. Спочатку його вистави влаштовувалися на відкритих майданчиках. У 1798 році Окамото Мансаку побудував перше спеціальне театральне приміщення - йосебу; кількість театрів стала швидко зростати, і вже в 1815 році, в період найбільшої популярності йосе, в період Едо вже було 125 театрів. До середини XIX століття через урядові обмеження в галузі видовищ число йосеб скоротилося до п'ятнадцяти. Після реставрації Мейдзі обмеження були зняті, і театр йосе знову знайшов широку популярність.

## Жанри театру йосе

### Ракуго
Основним жанром вистав театру є ракуго (дослівно - «розповіді з комічною кінцівкою»). Це комічні, а іноді і сатиричні оповідання, повні дотепів і каламбурів, з несподіваною кінцівкою. Вони розвивалися з анекдотів, які створювали професійні оповідачі - ракугока. Виконавець, за звичаєм одягнений в кімоно, вмощується на сцені на подушці для сидіння. З реквізиту у нього в руках тільки японське віяло і рушник.
Героями ракуго були представники різних верств суспільства, тематика оповідання не обмежувалася ні часом, ні соціальною приналежністю дійових осіб. Це були смішні історії, пов'язані з побутовими, політичними, історичними та злободенними ситуаціями.
У зв'язку з тим, що більшість класичних монологів ракуго відноситься до періодів Едо (1600-1868) і Мейдзі (1868-1912), коли ця форма комедійного жанру досягла свого розквіту, їхній зміст найчастіше відображає мало знайомий сучасному слухачеві спосіб життя, а традиційний ракуго сьогодні не такий популярний, як в минулому. Тому багато виконавців ракуго самі пишуть сатиричні оповідання, що більше відповідають сучасності.

### Мандзай
Інший популярний жанр йосе - мандзай. Комічні діалоги мандзай походять від традиційних новорічних вистав, в ході яких мандрівні актори виконували пісні і танці, а пізніше розігрували комедійні сценки. З 1930-х років, коли виконавці стали виступати в європейських костюмах, діалоги мандзай з їхнім добродушним гумором знайшли численних шанувальників. У свій час в Осаці мандзай навіть перевершив за популярністю ракуго і інші жанри йосе. З поширенням телебачення мандзай впевнено увійшов в телепрограми, включивши в себе елементи мюзиклів, фарсу і інших жанрів.

### Кодан
Мистецтво йосе також представлено жанрами кодан або художнє читання, і нанівабусі, вид оповідної балади, званий також рокьоку. Кодан (дослівно - «читання лекції», «публічний виступ») - це розповіді, основою для яких послужили виступи мандрівних оповідачів. Поступово тематика оповідань розширювалася. Крім битв минулого вони стали розповідати про сімейні конфлікти в знатних феодальних будинках, про судову практику напівлегендарного судді Оокі Сейдана, про незвичайні пригоди з життя городян, про політичні події свого часу. Ці розповіді були дуже популярними. На початку ХІХ ст. налічувалося 800 оповідачів - кодансі.
Не всі теми оповідань подобалися владі. Нерідко виступи популярних оповідачів заборонялися, а один з найкращих кодансі середини XVIII ст. Баба Бунке в 1758 році був обезголовлений за розповідь про несправедливість бакуфу.
Такі види розваг, що як і раніше входять до традиційні програми йосе, як фокуси і майстерне вирізання силуетів з паперу, заповнюють антракти між актами мандзай і ракуго.